# 曲德寺 (吉隆县)
曲德寺，位于西藏自治区日喀则地区吉隆县宗嘎镇，是一座藏传佛教格鲁派寺院。

## 历史
曲德寺位于日喀则地区吉隆县驻地以南，海拔4050米。
曲德寺，又称“曲丹伦布习寺”、“沃日仲觉·甘丹培觉林寺”。该寺最初奉宁玛派，17世纪五世达赖时期改宗格鲁派，由拉萨色拉寺吉扎仓管辖，曲德寺堪布每届任期三年，由色拉寺吉扎仓委任，该制度沿袭到1959年民主改革之前。
西藏民主改革前，该寺有僧人93人。1959年，该寺部分建筑被破坏。文化大革命期间，该寺被全部毁弃。21世纪初，在该寺遗址重修了一座佛堂、3间僧舍，面积大约150平方米。佛堂内收集有原寺的铜佛像、铜钹等文物，其中包括：木雕孔雀构件、木雕胜乐金刚像、2对大明宣德五年铜钹、多吉申巴镀金铜像、玛尔巴镀金铜像、医药王镀金铜像（医药王，藏语称“爵母丹门加”）、多吉强切镀金铜像。
2014年度西藏自治区和谐模范寺庙暨爱国守法先进僧尼评选中，曲德寺9名僧人被评为爱国守法先进僧尼。
2015年4月25日，尼泊尔发生强烈地震，曲德寺第三层主建筑倒塌。

## 建筑
曲德寺原来平面布局呈东西方向的纵长方形，长60米，宽30米，建筑面积达1800平方米。由前庭、门廊、主殿、塔殿及许多附属建筑组成。
- 前庭：露天庭坝，坐西朝东，长29米，宽8米，面积232平方米。藏历每年12月29日在此举办宗教活动时，可以容纳90位喇嘛跳神。
- 门廊：位于前庭西侧。长12米，宽4米，面积6柱48平方米，其中有圆柱2根，柱径20厘米；方柱4根，柱径40厘米。门廊东侧是宽2.4米的大门。门廊内西壁绘四大天王像，门楣上方绘宗喀巴师徒三尊像，门廊南、北两壁分别有佛教八宝及福寿图案等等。
- 主殿：门朝东方，平面略微呈方形，面阔7间，进深7间，长24米，宽20米，面积480平方米，有八棱方柱22根（原来有36根），柱、梁、椽头上均雕有如意云头、莲瓣、卷草纹等图案，木构件上则雕有鸟、狮、鹿等动物图案。殿内南壁原来有木刻的千佛像；西壁北端有该寺创建者拉喇嘛·强曲沃及该寺堪布芒布·卡敦活佛的肉身像，据说在清朝乾隆年间廓尔喀入侵攻入该寺时遭毁坏；西壁南端有寺主的宝座以及释迦牟尼、班丹拉姆等镀金像数尊；西壁上有木经橱，内有《甘珠尔》、《丹珠尔》各一套。殿内四壁原来都有壁画，其中东壁南端左起为该寺护法神札西贡布；中部是三世佛像，主佛两侧绘有侍女像，其右侧绘有宁玛派祖师像，其下是释迦牟尼弟子3人以及3位戴宝冠、佩大耳环的伎乐天，下方绘四臂观音像；最末端绘主尊马头明王，其下是弟子礼佛、侍女仪仗图等等。东壁北端左起为轮回图、二十一尊度母像；最右侧是护法神班达墨松加母，四周为众小神像。西壁的主像是日松贡布像：释迦牟尼居中、桑杰吾松居右、强巴佛居左；其上方左起绘米拉日巴、圣山冈仁波且、宗喀巴、次巴麦、嘎曲卓玛等像，下方绘桑杰吾松的两位弟子以及卓玛色布（黄度母）等像。南、北壁绘有本尊、菩萨、度母以及历世达赖像等。主殿二层有15间房，其中5间是扎巴住所，其余是“聂章”（仓库）。主殿三层有18间房，其中7间是寺主卧室，其余是僧舍。如今，主殿的上层建筑已坍毁，残垣上残留着小窗。
- 塔殿（扎西果玛）：原是三层建筑。底层是塔殿，门道宽1.2米，门樘5重，上面雕有莲花、荷花、卷草、龙、狮头等图案。塔殿呈长方形，面阔3间，进深3间，长13.6米，宽9.8米，面积133.28平方米，有柱4根。殿中原有一覆钵式灵塔，高十多米，灵塔的南、北、东三面供奉镀金佛像二百多尊，现已无存。第二层是夏亚康，南壁原来有十六罗汉镀金像，南壁和西壁交界之处有该寺第一到九代堪布的镀金像，西壁正中央供奉观音菩萨像3尊，其中1尊是镀金像、2尊是檀香木像，高约2米，其旁边是二十一尊度母像，是镀金铜质与檀香木质；北壁西侧供奉莲花生及恰那多杰护法神泥塑像。第三层主要是护法神殿，有3间房，其中西北角的一间房供奉拉坚·确巴桑布活佛的肉身；房内还有一尊牛头金刚塑像，四壁悬挂着跳神用具。东北角的一间房内供奉护法神贡布、郎塞、拉玛泥塑像；另一间名为“拉衮松”。塔殿扎西果玛顶部原来有金顶。
- 冬夏拉康；位于主殿西北角。原为三层，用石块及土坯砌成。底层有4间房，均是仓库；上层有拉稽康，是管家等人的议事场所，有铁棒喇嘛住房以及小伙房，还有一间小佛堂，其内供奉泥塑像35尊。现已无存。
- 拉让；位于主殿西侧。原为二层，是寺内有一定地位的喇嘛的住所。上、下两层共有10间房，下层西南角是“神婆”住处，北面是堪布拉坚·确巴桑布的住所，其内原来供奉一百余尊镀金佛像。[1]